# Il segreto di Greenshore
Il segreto di Greenshore, titolo originale Hercule Poirot and the Greenshore Folly, è un racconto di Agatha Christie pubblicato postumo nel 2014. Fu scritto nel 1954, a scopo di beneficenza, e mai pubblicato nella sua forma originale; divenne invece la base per uno dei suoi romanzi, La sagra del delitto (titolo originale: Dead Man's Folly).

## Trama
Una coppia di nobili inglesi decide di organizzare una festa nella loro villa di campagna e pensa a come rendere interessante la serata ai loro numerosi ospiti. Finiscono con l'optare per la messa in scena di un delitto, e per rendere più reale la cosa decidono di avvalersi dell'opera della scrittrice di letteratura poliziesca Ariadne Oliver e quest'ultima chiede aiuto al celebre detective Hercule Poirot. Alla fine la finzione si trasforma in realtà e viene commesso un vero delitto.

## Edizioni
- (EN) Hercule Poirot and the Greenshore Folly, London, HarperCollins, 2014.
- Il segreto di Greenshore, traduzione di Michele Piumini, Collana Oscar gialli, Milano, Mondadori, 2017,  p. 112, ISBN 978-88-046-7936-3.